# Guyana ai Giochi della XXIX Olimpiade
La Guyana ha partecipato ai Giochi della XXIX Olimpiade di Pechino, svoltisi dall'8 al 24 agosto 2008, con una delegazione di 4 atleti.

## Atletica leggera
| Gara            | Atleta         | Batterie | Batterie | Quarti  | Quarti | Semifinali | Semifinali | Finale | Finale |
| Gara            | Atleta         | Tempo    | Pos.     | Tempo   | Pos.   | Tempo      | Pos.       | Tempo  | Pos.   |
| --------------- | -------------- | -------- | -------- | ------- | ------ | ---------- | ---------- | ------ | ------ |
| 200 m maschili  | Adam Harris    | 21"36    | 6        |         |        |            |            |        |        |
| 400 m femminili | Aliann Pompey  |          |          | 50"99   | 2      | 50"93      | 4          |        |        |
| 800 m femminili | Marian Burnett |          |          | 2'02"02 | 5      |            |            |        |        |

## Nuoto
| Gara              | Atleta        | Batterie | Batterie | Semifinali | Semifinali | Finale | Finale |
| Gara              | Atleta        | Tempo    | Pos.     | Tempo      | Pos.       | Tempo  | Pos.   |
| ----------------- | ------------- | -------- | -------- | ---------- | ---------- | ------ | ------ |
| 50 m stile libero | Niall Roberts | 25"13    | 69       |            |            |        |        |